# Mussy-sur-Seine
Mussy-sur-Seine – miejscowość i gmina we Francji, w regionie Grand Est, w departamencie Aube. Przez miejscowość przepływa Sekwana. 
Według danych na rok 1990 gminę zamieszkiwało 1481 osób, a gęstość zaludnienia wynosiła 53 osoby/km².